# 羅斯卡河
羅斯卡河（烏克蘭語：Роська），是烏克蘭的河流，位於該國西部，屬於羅斯河的右支流，發源自安德魯什夫卡，流經文尼察州和基輔州，河道全長73公里，流域面積1,100平方公里。